# エメンタール
エメンタール (Emmental) は、スイス、ベルン州、ベルンの東に広がるエンメ川流域の丘陵地帯である。エンメ川の谷を意味する。エンメ川はアーレ川の支流で、ブリエンツ湖の北に位置する山、Hohgrant (2197m) をその水源としている。

## チーズ産業

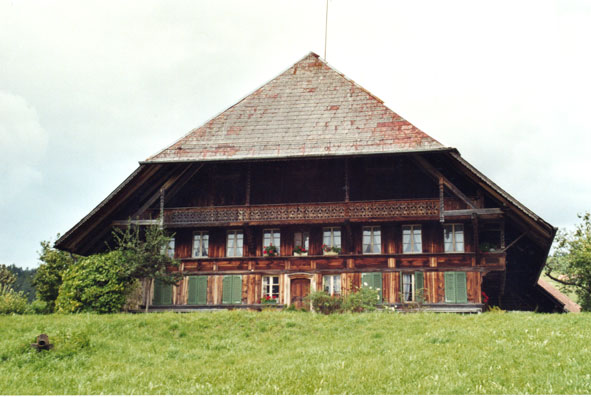
エメンタール地方の農家

エメンタール地方は酪農が盛んな地域で、穴空きチーズとして有名なスイスを代表するチーズ、エメンタールチーズの産地となっている。
巨大な切妻屋根と、窓辺を花で飾った小さな窓が特徴のベルン州の民家は、エメンタール地方でよく目にすることができる。アイガー、メンヒ、ユングフラウをはじめとするベルナーアルプスの眺望とともに夏はハイキング、冬はスノーシューハイキングができる。この他、ゴルフ、乗馬、サイクリング、砂金掘りなど多彩なアクティビティも可能。エメンタール地方の村アフォルテルンには、エメンタールチーズ製造の工程を見学できる Emmental Show Dairy がある。

## 主な町と村
- ブルクドルフ　Brugdorf

エメンタール地方の西の入り口となる町で、ベルンから直通列車で行くことができる。12世紀にツェーリンゲン家によって建てられた城がある。近郊のルーエク山の頂上からジュラ山脈とベルナー・アルプスのパノラマが広がる。
- ズミスワルト　Sumiswald

ブルクドルフの東に位置する小さな村で、美しい特徴のある木造の家を見ることができる。
- ラングナウ　Langnau

エメンタールチーズ生産の中心地。伝統工芸などを展示する郷土博物館がある。

## 作品への登場
19世紀には小説家イェレミアス・ゴットヘルフが居を構えた。エメンタール地方の民話をベースに創作した「黒い蜘蛛」は、スイスを代表する小説の一つとなったことでも知られる。
映画『マルタのやさしい刺繍』はこの地域にある村を舞台にしている。